# هلک
هلک، روستایی از توابع بخش جره و بالاده شهرستان کازرون در استان فارس ایران است و از توابع دریاچه پریشان می باشد، مردمان این روستا شغل اصلی آن‌ها کشاورزی است محصولات کشاورزی مانند فلفل سبز ، گوجه فرنگی، لوبیا، هندوانه ، کدو و ... را کشت می کنند و به گویش لری صحبت میکنند.این روستا دارای آب و هوای بسیار عالی در فصل پاییز و زمستان دارد ولی در اواسط فصل بهار و فصل تابستان به شدت با افزایش دما همراه است.این روستا در اولین ماه سال مسافران قابل توجهی جذب می کنند.روستا در نزدیکی دریاچه پریشان قرار گرفته است.

## جمعیت
این روستا در دهستان فامور قرار دارد و براساس سرشماری مرکز آمار ایران در سال ۱۳۸۵، جمعیت آن ۹۳۷ نفر (۱۶۴خانوار) بوده‌است.